# Fonte sacra di Li Paladini
La fonte sacra di Li Paladini (IPA : [li palaˈdini]) è un monumento archeologico situato in Gallura, Sardegna nord-orientale, in territorio di Calangianus da cui dista circa tre chilometri. Ubicata alle falde del monte di Deu e in prossimità del rio Badu Mela, è raggiungibile tramite un sentiero che parte dalla strada statale 127 per Tempio Pausania.
La fonte, vicina alla tomba dei giganti di Pascaredda e al nuraghe Agnu, è ascrivibile al Bronzo medio-Bronzo recente (1700-1400 a.C.) ed è realizzata in stile nuragico.

## Descrizione
La fonte non ha gradoni e si presenta in uno stato di conservazione pressoché ottimo. La struttura muraria, interamente granitica, è completamente conservata e l'ingresso alla camera interna è costituito da una grande apertura a volta. La fonte è ricoperta con due lastre granitiche. La fonte incamera una vena sorgiva, tuttora attiva, e presenta sul davanti una grande pietra di soglia con incisa una canaletta per il deflusso dell'acqua.